# Södra Nålberg
Södra Nålberg är en fäbod i Leksands socken, Leksands kommun.
Nålberg har i hela sin kända tid varit blandby. I den äldsta skattelängden från 1539 fanns en fastboende bonde, 'Jon ij Nolbergh'. Vid storskiftet på 1820-talet fanns 21 delägare i fäboden. Den sista hackslåttern upphörde 1925, och 1930 upphörde det sista jordbruket. Sista fäbodvistelse var 1932. På 1980-talet fanns 11 bevarade fäbodstugor.
I närhet av fäboden finns Trollgruvan, med en 5 meter djup skärpning, samt en kortare gruvgång in i berget. Enligt traditionen skall silvermalm ha brutits här, men ingen dokumentation finns. Nålberget, i fäbodens närhet finns även Strittgruvan, där man fram till 1910-talet bröt brunsten.
Fäboden är klassificerad som ett Riksintresse för kulturmiljövård.